# Prüfening (Regensburg)
Der Stadtteil Prüfening liegt im Westen der Stadt Regensburg nahe dem Schloss Prüfening, einem ehemaligen Benediktinerkloster, welches dem Viertel seinen Namen gibt. Angrenzend an den neueren Stadtteil befinden sich die historischen Ortsteile Großprüfening am rechten Donauufer sowie Kleinprüfening am linken Donauufer, deren Namen ebenfalls auf das Kloster Prüfening zurückgehen.

## Geografie
Der im 20. Jahrhundert entstandene Stadtteil erstreckt sich im Wesentlichen auf das Gebiet des Unterbezirks Äußerer Westen sowie den ehemaligen Rennplatz im Unterbezirk Mittlerer Westen im Westenviertel der Stadt Regensburg.
Der Stadtteil Prüfening liegt am westlichen Stadtrand des Stadtbezirks Westenviertel, dem Stadtbezirk 15 von Regensburg, nördlich des Stadtbezirks Großprüfening-Dechbetten-Königswiesen. Der Äußere Westen erstreckt sich hierbei von der ehemaligen Pferderennbahn (heute: Rennplatz) im Osten bis zur Donau im Westen. Im Äußeren Westen befindet sich die Pfarrkirche St. Bonifaz, die Grundschule Prüfening sowie rudimentäre Reste eines römischen Kastells, die im Römerpavillon besichtigt werden können.

## Geschichte
Die Gegend von Großprüfening und dem Äußeren Westen wurde, wie Funde bezeugen, schon in der Jungsteinzeit sowie der Hallstattzeit und in der Keltenzeit besiedelt. Aus der römischen Zeit sind Funde eines Kastells und eines Lagerdorfes bezeugt. Seit dem frühen Mittelalter bestand bei Großprüfening eine Fährverbindung über die Donau, die 1189 erstmals schriftlich erwähnt wurde. Durch den Bau der Eisenbahnlinien 1873/1874 wurde Großprüfening vom Gebiet des heutigen Äußeren Westen baulich getrennt und der Bahnhof Prüfening errichtet. Bis zum Ende des 19. Jahrhunderts waren die Felder und Wiesen im äußeren westlichen Donaubogen noch unbebaut. Alte Flurnamen und Grundstücke belegen jedoch bereits die heute im Straßenverzeichnis noch ersichtlichen Namen „Niefang“ oder „Klostergründe“. Im Jahre 1902 wurde westlich dieser Felder mit Unterstützung durch Fürst Albert von Thurn und Taxis die „Pferderennbahn“ (heute Rennplatz) eröffnet, welche in der Folge erschlossen wurde und so eine Bebauung des Gebiets vorantrieb.
Im Jahre 1907 entstand westlich des Rennplatzes das Schützenheim mit Schießstand. Neben Privathäusern entstand im Jahre 1936 die sogenannte „Liga-Siedlung“ in der heutigen Ligastraße.
Am 1. April 1938 wurde das Gebiet des Äußeren Westens gemeinsam mit den Orten Großprüfening, Dechbetten mit Königswiesen und Ziegetsdorf in die Stadt Regensburg eingemeindet. Diese Eingemeindungen waren eine unmittelbare Folge des Entschlusses, ein Zweigwerk des in Augsburg ansässigen Stammwerks der Aktiengesellschaft Messerschmitt AG als Zweig-Gesellschaft mit beschränkter Haftung in Regensburg anzusiedeln. Das Zweigwerk war die Messerschmitt GmbH, die dann in Regensburg ein Werk zum Bau von kriegswichtigen Jagdflugzeugen errichten sollte. Das im Westen von Regensburg vorgefundene Freigelände mit dem dort bereits vorhandenen und verfügbaren Flugplatz Regensburg, der  nach 1937 Messerschmitt-Flugplatz genannt wurde, war für den Bau des geplanten Flugzeugwerks optimal geeignet und wurde deshalb eingemeindet. Nach Verlängerung von Straßen und Straßenbahnlinien wurde das Gebiet auch mit Gas- und Wasserversorgung an die städtische Infrastruktur angeschlossen.
Durch die später im Verlauf des Krieges folgenden Bombardierungen der Gebäude der Messerschmitt GmbH im Zweiten Weltkrieg wurden auch zahlreiche Bauten in Prüfening in Mitleidenschaft gezogen.
In den 1950er bis 1970er Jahren erfolgte schließlich die flächendeckende Bebauung des „Äußeren Westens“. Heute ist der Stadtteil Prüfening im Westenviertel ein beliebtes Wohnviertel.

## Persönlichkeiten
- Wolfger von Prüfening († nach 1173), Mönch sowie Bibliothekar und Gelehrter im Kloster Prüfening